# Jorge Machiñena
Jorge Machiñena Smeraldi (Montevideo, 17 de abril de 1936 - 30 de diciembre de 2007) fue un político uruguayo, perteneciente al Partido Nacional.

## Biografía
Inició su actuación en los años previos a la dictadura de 1973; era suplente del entonces diputado Luis Alberto Lacalle. De cara a las internas de 1982, participó en la creación del Consejo Nacional Herrerista. En las elecciones de 1984 que marcaron el retorno a la democracia, Machiñena fue elegido diputado por la lista 904 de Montevideo, junto con Héctor Martín Sturla, y apoyando al Senado a Lacalle; fue reelecto posteriormente en 1989, acompañando de nuevo a Lacalle, y 1994 acompañando a Alberto Volonté. En ocasión de las elecciones internas de 1999 apoyó la precandidatura de Juan Andrés Ramírez; como éste resultó derrotado, Machiñena decidió no participar en las elecciones nacionales de octubre.
Presidió la Cámara de Representantes en 1996, y fue vicepresidente del Parlamento Latinoamericano.
Luchó activamente contra la usura, promoviendo una ley que la combatiese incluso después de abandonar el Parlamento.
Falleció el 30 de diciembre de 2007. Sus restos yacen en el Cementerio del Buceo.
Su hijo Jorge Machiñena Fassi ha ocupado una banca en el Parlamento como diputado suplente en las dos últimas legislaturas.